# Chmielno (Powiat Kartuski)
Chmielno (kaschubisch Chmielno; deutsch Chmelno) ist ein Dorf und Sitz der gleichnamigen Landgemeinde im Powiat Kartuski der Woiwodschaft Pommern in Polen.
Im Dorf findet der jährliche Dichter- und Literaturwettstreit in kaschubischer Sprache (Rodnô mòwa) statt.

## Geographische Lage
Das Dorf liegt am Klodnosee und am Bialesee in der Kaschubischen Schweiz im ehemaligen Westpreußen, etwa sieben Kilometer westlich von Kartuzy (Karthaus), 23 Kilometer nördlich von Kościerzyna (Berent) und 40 Kilometer westlich von Danzig.

## Geschichte

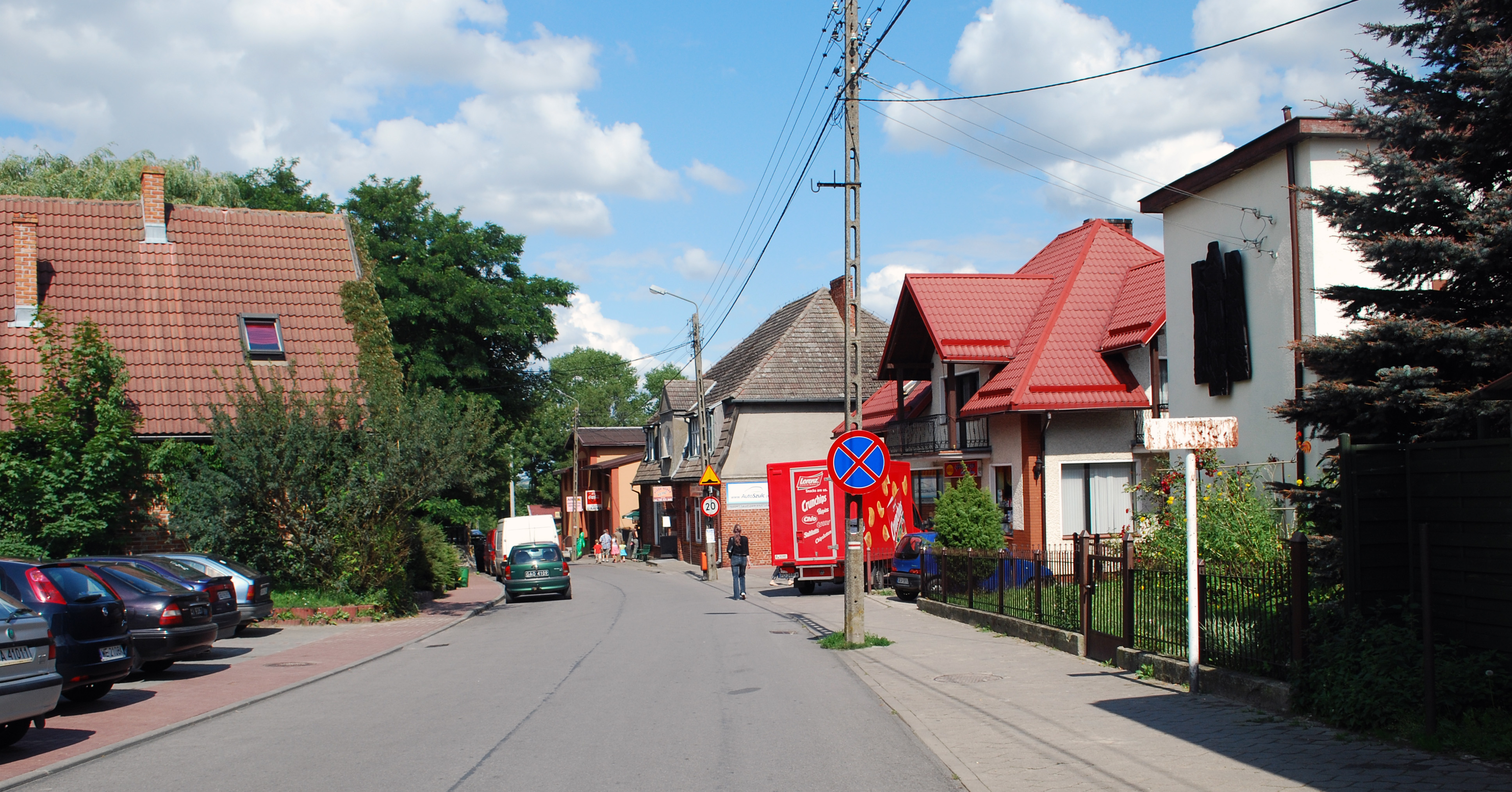
Dorfstraße

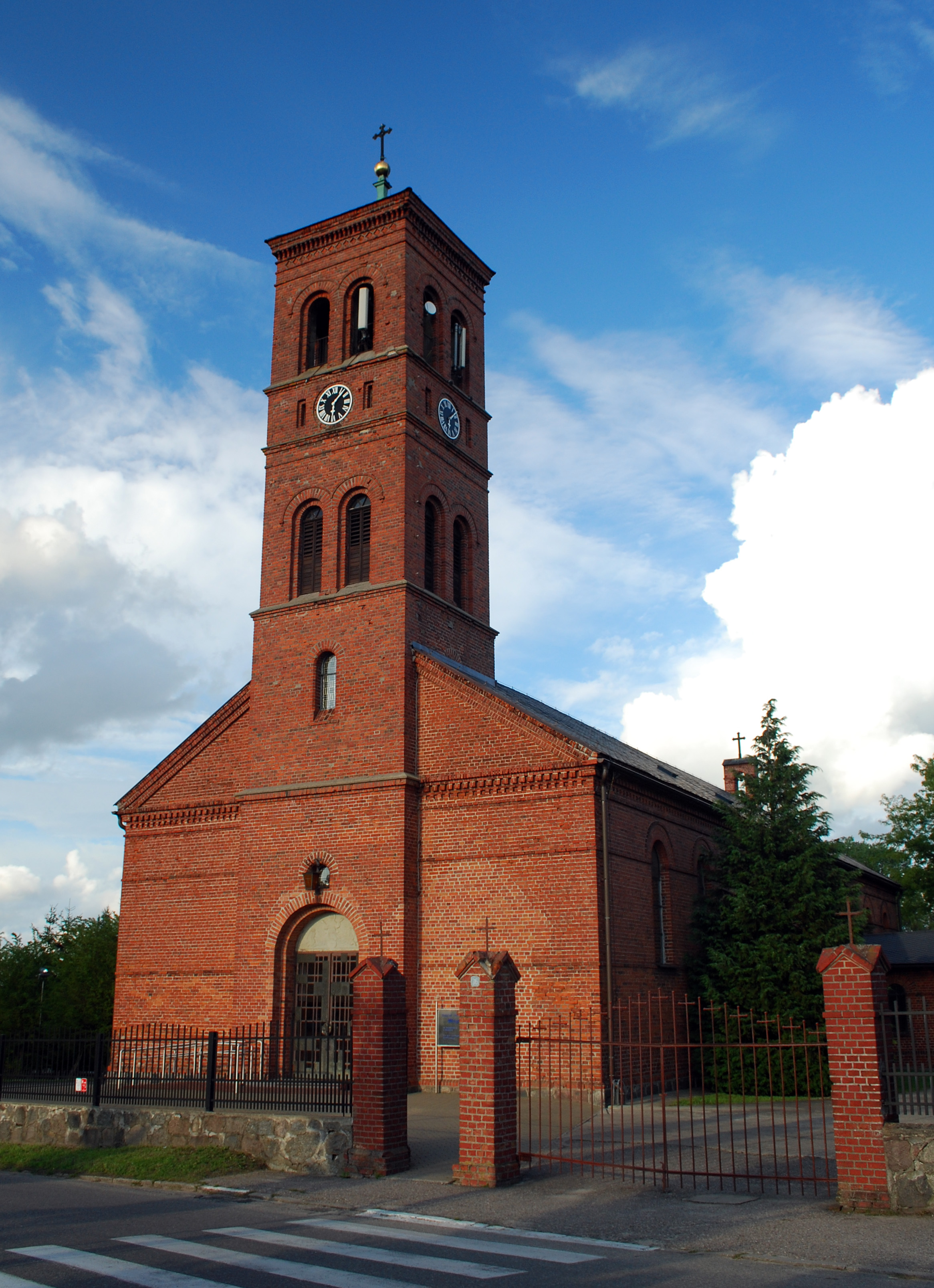
St.-Peter-und-Paul-Kirche

Bis 1295 hatte die Region den pommerellischen Herzögen gehört. Die Kirche in Chmielno war von einer Damroca aus deren Familie, Tochter eines Swantopolk, gegründet worden; sie verbrachte ihre letzten Lebensjahre im Kloster Zuckau, schenkte dem Kloster außer Chmielno  noch weitere Dörfer in der Umgebung und verstarb 1223 dort.
Von 1308 bis 1466 hatte die Ortschaft zum Deutschordensland Preußen gehört. Danach kam der Ort bei der Zweiteilung Preußens zum westlichen Teil, später auch als autonomes Preußen Königlichen Anteils bekannt, das sich freiwillig unter den Schutz der polnischen Krone begeben hatte. Nach der ersten Teilung Polens 1772 kam die Region mit Chmelen bzw. Chmellen zum Königreich Preußen. Von 1818 bis 1920 gehörte Chmelno zum preußischen Kreis Karthaus. Die Einwohnerzahl entwickelte sich von 210 in 1820 über 440 in 1852 und 700 in 1885 auf 729 in 1910.
Nach Ende des Ersten Weltkriegs musste der größte Teil des Kreises Karthaus, darunter auch Chmielno, aufgrund der Bestimmungen des Versailler Vertrags im Januar 1920 zum Zweck der Einrichtung des Polnischen Korridors an Polen abgetreten werden. Als Folge des Überfalls auf Polen, 1939, kam der Powiat mit Chmielno völkerrechtswidrig zum Reichsgebiet und wurde dem Regierungsbezirk Danzig im Reichsgau Danzig-Westpreußen zugeordnet. Chmielno wurde am 25. Juni 1942 in Schmellen umbenannt.
Gegen Ende des Zweiten Weltkriegs wurde das Kreisgebiet im Frühjahr 1945 von der Roten Armee und an die Volksrepublik Polen übergeben.

## Gemeinde
Zur Landgemeinde Chmielno gehören zehn Orte mit einem Schulzenamt (sołectwo).